# José María Villarreal Osorio
José María Villarreal Osorio (Santiago de Chile, 1778 - Siglo XIX) fue un abogado y político chileno. Activo durante la época de la Independencia de Chile, fue el primer ministro de Hacienda en la historia de Chile.

## Biografía
Nació en Santiago de Chile, en la entonces Capitanía general de Chile, en 1778, hijo de Andrés Manuel Villarreal. Se graduó como bachiller en Leyes por la Real Universidad de San Felipe, el 2 de marzo de 1799, y seguidamente, el 13 de abril de 1799, ingresó a la Academia de Leyes y Práctica Forense, desde donde egresó el 5 de agosto de 1801. Juró de abogado el 1 de septiembre de 1801.
Se destacó como jurista durante la época de la Independencia de Chile, firmando el Reglamento Constitucional Provisorio, sancionado en 26 de octubre de 1812 y el Proyecto de Constitución Provisoria para el Estado de Chile publicado en 10 de agosto de 1818, sancionado y jurado solemnemente el 23 de octubre del mismo.
Se desempeñó como Secretario de Hacienda el 14 de marzo hasta el 15 de abril de 1814, cuando fue director supremo el Coronel Francisco de la Lastra de la Sotta. Durante la administración de De la Lastra también se desempeñó interinamente como Secretario de Gobierno y Secretario de Relaciones Exteriores, en marzo de 1814.En 1817 se desempeñó como Secretario del Ayuntamiento de Santiago y fue nombrado por Bernardo O'Higgins como Secretario de la Intendencia de la Provincia de Santiago.
Se desempeñó como Secretario del Senado Conservador, entre el 22 de octubre de 1818 y el 7 de mayo de 1822; desde esta posición se distinguió por abogar la reapertura del Instituto y la Biblioteca Nacional. Por otra parte, fungió como diputado suplente por Colchagua (San Fernando) en la Asamblea Provincial de Santiago, entre el 29 de marzo y el 3 de abril de 1823.
Fue regente de la Corte de Apelaciones de Santiago de 1828 y presidente de la Academia de Leyes y Práctica Forense en 1828.